# Kolverenschans
De Kolverenschans was een schans in de gemeente Zonhoven, die zich bevond aan de huidige Kolverenschansweg en diende om de bevolking van de gehuchten Kolveren en Teneikenen in veiligheid te brengen als er troepen door het gebied zwierven.

## Geschiedenis
De schans werd opgericht in 1604 en de grachten ervan werden gevoed door de Laambeek. Dit geschiedde op een stuck broeck, gelegen aen die Broeckstraet, groet ontrent een halff bonder afstond ter behoeff der gemeijnten Eijcken ende Colveren, om daer te stichten ende vestighen eijnder fortken oft schansen. Zowel de prins-bisschop van Luik als de Keizer van Duitsland beschermden de schans met hun blazoen: ende op dat niemans hiervan ignoratie ende pretendere hebben den voirs (voorschreven) onssen ondersaeten van Zoenhoven, op die voirs. schantsen ende forten te stellen den keijzerlijcke maiesteit oock onsse blasoen in teijken van sauvegarde. Deze goedbedoelde bescherming was in de praktijk echter van weinig waarde.

## Heden
Tegenwoordig is het perceel nog steeds aanwezig. Waar eens de gracht was, is nu een doorgang tussen twee weiden. Het perceel is in gebruik geraakt als hooiland en het schansgedeelte ligt een weinig hoger dan het omringende weiland.

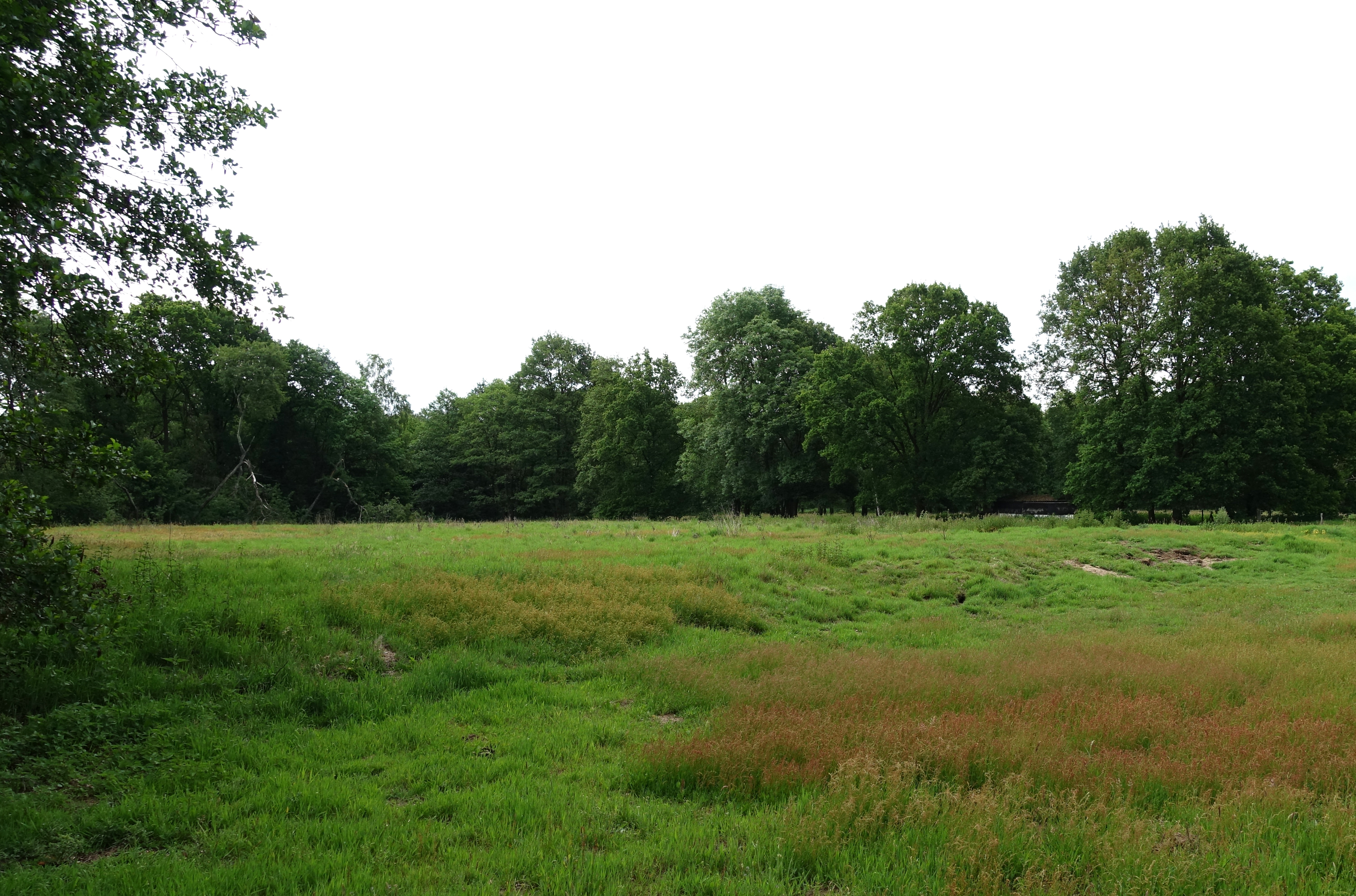
Tegenwoordig zichtbaar als verhoging in weide
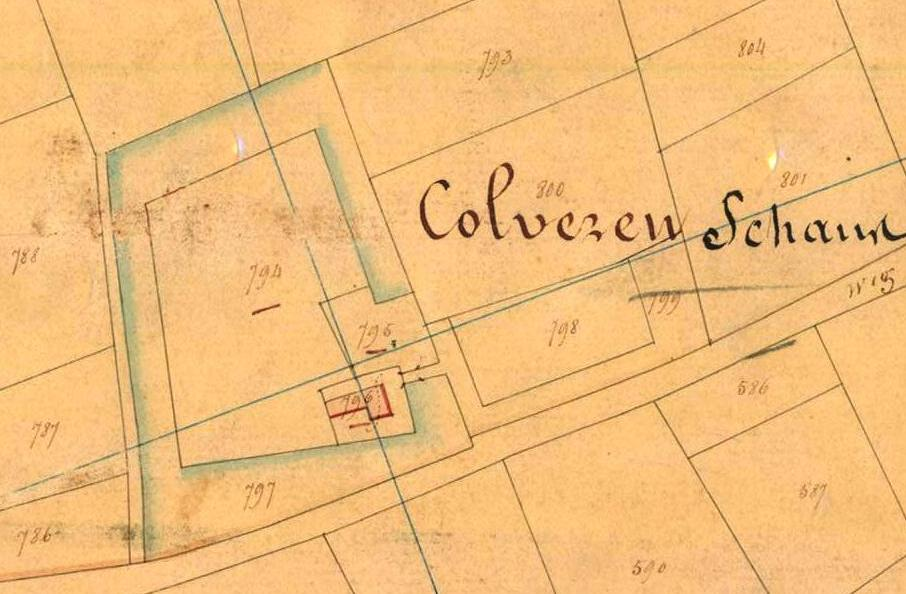
Kolverenschans op kadasterkaart 1813